# 谷保
谷保（やほ）は、東京都国立市の町名および大字。現行行政地名は大字谷保、谷保四丁目、谷保六丁目、谷保七丁目。郵便番号は、186-0011。

## 地理
国立市の南部に位置する。
東から時計回りに、府中市西府町、府中市日新町、国立市泉、国立市矢川、国立市青柳、国立市石田、立川市羽衣町、国立市富士見台に隣接する。国道20号（甲州街道）沿いはロードサイド店舗が多く、交通量も多い。
西部については今後の地番整理により矢川、青柳、泉に変更される予定となっている。

### 地名の由来
谷保の地名の由来にはいくつかの説がある。
- 「谷」は湿地帯、「保」は古代の行政単位の「保」
- 立川入道宗成が立川に館を築き、この地を野堡（ヤホ＝とりで）と呼んだことに由来
- 竹林の多い所として「ヤブ」（『新編武蔵風土記稿』）
- 住民が生活の場である谷間を保安するという意味
- 谷のことを「ヤッ」という。昔この地が谷状をしていたことにより「ヤをまもる（保つ）」からヤッホと称する（『物類称呼』（安永4年（1775））

元々はやぼであったが、谷保駅が開設される時にやぼは野暮に通じ、縁起が悪いということで駅名をやほとしている。
現在の西東京市の保谷地区では農作物の不作が続き、そこに住んでいた住民が新たな開墾地として当該地に移り住み、元の保谷の出身を忘れないため谷保という地名をつけたという伝承も存在する。

### 地価
住宅地地価は2017年（平成29年）1月1日の公示地価によれば谷保字栗原6069番1の地点で18万8000円/m2となっている。

## 歴史
- 2014年（平成28年）10月25日 - 町名地番整理により谷保六丁目を設置。
- 2016年（平成28年）11月21日 - 町名地番整理により谷保七丁目を設置。
- 2021年（令和 3年）11月22日 - 町名地番整理により谷保四丁目を設置。

### 町名地番整理
谷保地区は現在、土地区画整理事業の実施に合わせて周辺地区から順次整理を実施しており、谷保一丁目から谷保三丁目および五丁目についても今後設置予定である。

## 世帯数と人口
2022年（令和4年）3月1日現在の世帯数と人口は以下の通りである。
| 大字・丁目 | 世帯数    | 人口     |
| ---------- | --------- | -------- |
| 谷保       | 3,771世帯 | 8,067人  |
| 谷保四丁目 | 596世帯   | 1,259人  |
| 谷保六丁目 | 251世帯   | 452人    |
| 谷保七丁目 | 335世帯   | 710人    |
| 計         | 4,953世帯 | 10,488人 |

## 小・中学校の学区
市立小・中学校に通う場合、学区は以下の通りとなる。
| 大字・丁目 | 番地                                                                                             | 小学校                 | 中学校                 |
| ---------- | ------------------------------------------------------------------------------------------------ | ---------------------- | ---------------------- |
| 谷保       | 402〜404番地 463〜523番地 548〜619番地 4049〜4394番地 4961〜5206番地                             | 国立市立国立第七小学校 | 国立市立国立第三中学校 |
| 谷保       | 6323〜6332番地                                                                                   | 国立市立国立第六小学校 | 国立市立国立第三中学校 |
| 谷保       | 6322番地の4〜5、8〜14 6333〜6336番地 6338〜6354番地 6446〜6557番地 6586〜6622番地 6686〜6840番地 | 国立市立国立第六小学校 | 国立市立国立第二中学校 |
| 谷保       | その他                                                                                           | 国立市立国立第一小学校 | 国立市立国立第三中学校 |
| 谷保六丁目 | 全域                                                                                             | 国立市立国立第七小学校 | 国立市立国立第三中学校 |
| 谷保七丁目 | 全域                                                                                             | 国立市立国立第七小学校 | 国立市立国立第三中学校 |

## 交通

### 鉄道
| 街区内に存在する駅       | 隣接する街区の駅         |
| ------------------------ | ------------------------ |
| JR南武線 - 谷保駅(JN 23) | JR南武線 - 矢川駅(JN 24) |

- 東部からは谷保駅が近く、西部からは矢川駅(国立市石田)の方が近い。

### 道路
- 中央自動車道
  - 国立府中インターチェンジ
- 国道20号（甲州街道）
- 東京都道20号府中相模原線
- 東京都道146号国立停車場谷保線（大学通り）
- 東京都道256号八王子国立線（旧国道20号）

## 施設
- 東京多摩青果（国立市場）
- 谷保天満宮
- 国立市立国立第一小学校
- 国立市立国立第六小学校
- 国立市立国立第三中学校
- 南養寺